# Colin Maclaurin

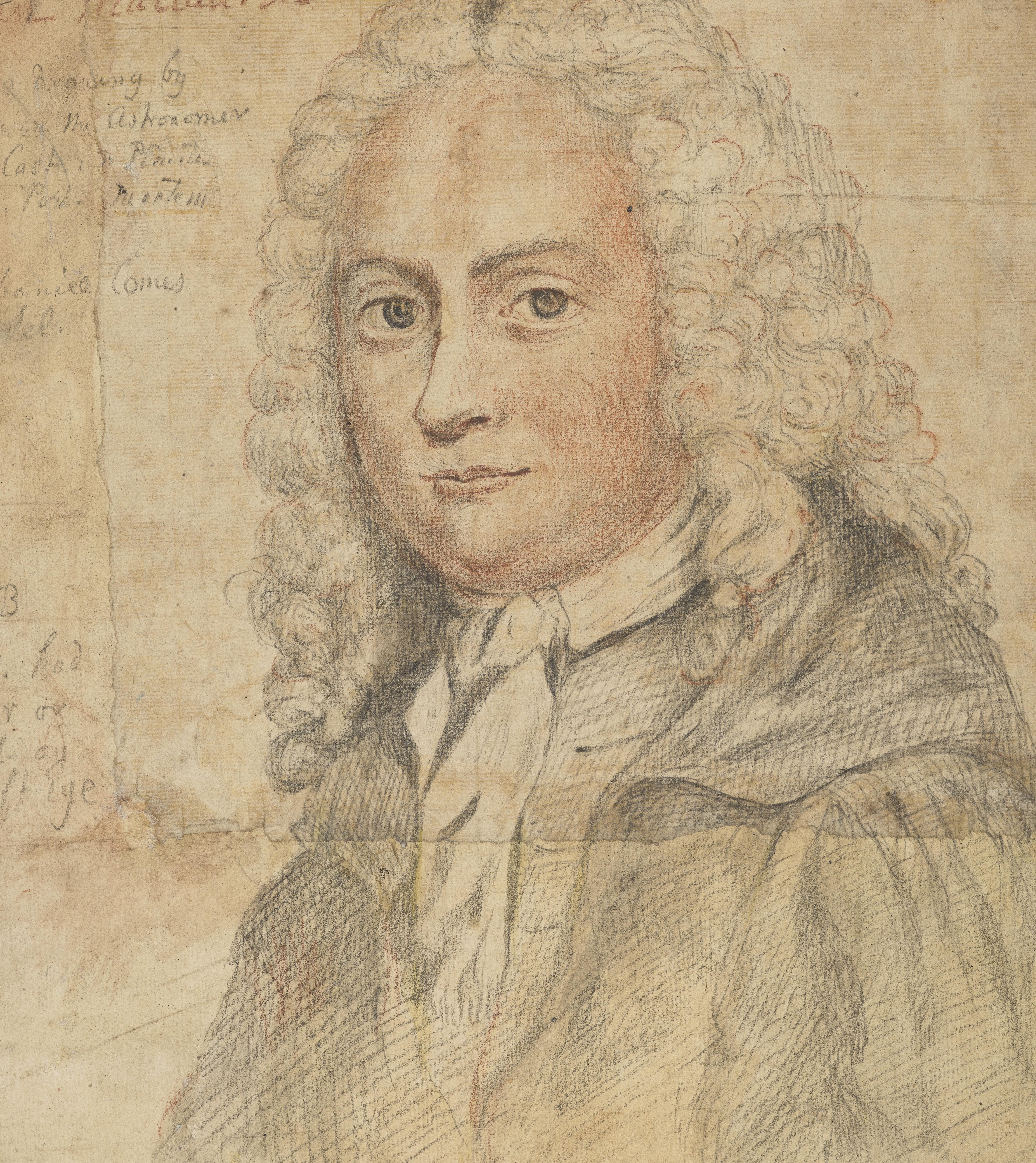
Colin Maclaurin

Colin Maclaurin (* Februar 1698 in Kilmodan, Argyllshire, Schottland; † 14. Juni 1746 in Edinburgh) war ein schottischer Mathematiker, Geodät und Geophysiker.

## Leben und Wirken
Colin Maclaurin war der Sohn des Pfarrers in dem Dorf Kilmoden am Fluss Ruel. Sein Vater starb, als er sechs Wochen alt war, und die Mutter im Jahr 1707. Maclaurin ging damals in Dumbarton zur Schule und zog nach dem Tod der Mutter zu seinem Onkel in Kilfinnan. Ab 1709 studierte er an der Universität Glasgow, unter anderem auch die Elemente von Euklid und machte 1712 seinen Magister Artium Abschluss mit einer These über Newtons Gravitationstheorie. Danach begann er noch ein Theologie-Studium, brach dieses aber ab und studierte für sich Mathematik, während er wieder bei seinem Onkel wohnte. 1717 wurde er mit 19 Jahren Professor in Aberdeen, nachdem er eine Prüfung als Bester bestanden hatte. 1719 besuchte er London, wo er Newton traf und in die Royal Society aufgenommen wurde. Danach begleitete er zwei Jahre den Sohn von Lord Polham auf seiner Grand Tour durch Europa, wobei er in Paris den Großen Preis der Académie des sciences erhielt. Da er die Universität jedoch nicht um Erlaubnis gefragt hatte, bekam er nach seiner Rückkehr nach Aberdeen Probleme, obwohl er wieder als Professor eingestellt wurde. Ab 1726 wurde er mit einer Empfehlung von Newton Professor in Edinburgh, wo er den Rest seiner Karriere blieb. 1740 erhielt er erneut den Preis der Academie des Sciences (gemeinsam mit Euler und Daniel Bernoulli) mit einer Arbeit über die Gezeiten. 1745 war er aktiv an der Verteidigung von Edinburgh gegen die Jakobiten beteiligt. Nach der Eroberung der Stadt floh er nach York (auf Einladung des Erzbischofs) und kehrte im November nach Edinburgh zurück. Die Strapazen mitten im Winter ließen ihn erkranken und er starb im folgenden Jahr.

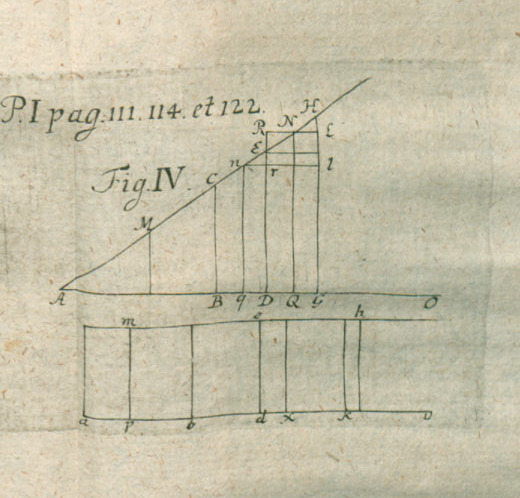
Illustration von der Rezension im De fluxionibus libri duo (Acta eruditorum, 1747)

Maclaurin verfasste 1742 sein wichtigstes Werk A treatise of fluxions, einer der ersten systematischen Darstellungen von Newtons Infinitesimalrechnung, geschrieben als Antwort auf die Kritik von George Berkeley an den Grundlagen der Analysis. Er war Erfinder der nach ihm benannten Trisektrix und der nach ihm benannten Maclaurinsche Reihe (in seinem Treatise on fluxions), die allerdings nur einen Spezialfall der Taylorreihe darstellt (Maclaurin nimmt auch Bezug auf Taylor). Zudem war er an der Entwicklung der Euler-Maclaurin-Formel beteiligt (die in seinem Treatise vorkam) und stellte die Maclaurin-Ungleichung auf. Maclaurin befasste sich auch mit Versicherungsmathematik und zum Beispiel mit der Geometrie von Bienenwaben.
Maclaurin leistete wichtige Beiträge zur theoretischen Geodäsie und Geophysik. Er untersuchte die theoretische Erdfigur durch Berechnungen an einem homogenen Ellipsoid, das später nach ihm Maclaurin-Ellipsoid genannt wurde. Außerdem berechnete er die Anziehung zweier Ellipsoide.
Er war seit 1733 mit Anne Stewart verheiratet, mit der er sieben Kinder hatte, von denen ihn aber nur fünf überlebten.
Zusammen mit seinem Freund James Douglas war Maclaurin maßgeblich an der Gründung der Society for Improving Arts and Sciences, des Vorläufers der Royal Society of Edinburgh, beteiligt, dessen Gründungspräsident 1737 Douglas wurde.
Ein Krater auf dem Mond und der Asteroid (13213) Maclaurin wurden nach ihm benannt.

## Schriften

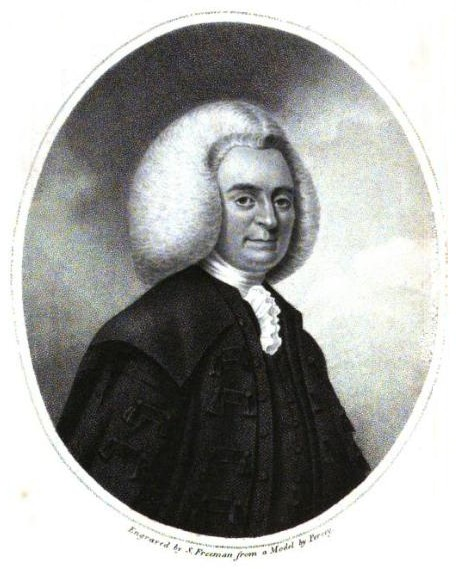
Maclaurin, Porträt aus seinem Treatise on fluxions

- Geometria Organica. 1720. Digitalisat
- De Linearum Geometricarum Proprietatibus. 1720.
- Treatise on Fluxions. 2 Bände, T. W. & T. Ruddimans, Edinburgh 1742. Band 1, Band 2
- Treatise on Algebra. 1748. Digitalisat
- An Account of Sir Isaac Newton's Philosophical Discoveries. – Zum Zeitpunkt des Todes Maclaurins unvollendet.  Veröffentlicht von Patrick Murdoch mit einer Widmung der Witwe Anne Maclaurin für "His Royal Highness the Duke", London 1748. Digitalisat